# Bireun Meunasah Reuleut
Bireun Mns Reuleut is een bestuurslaag in het regentschap Bireuen van de provincie Atjeh, Indonesië. Bireun Mns Reuleut telt 2813 inwoners (volkstelling 2010).